# زهیر بن قین
زُهِیرِ بنِ قِیْنِ بَجَلي (به عربی: زُهِيرِ بنِ القِينِ البَجِلي)از یاران حسین بن علی بود که در نبرد کربلا (۶۱ هجری قمری) کشته شد.
زُهِیرِ بنِ قِینِ بن قِیسِ اَنماري بَجِلي از اهالی کوفه بود.
از بزرگان قبیله بَجِیلة بود وی از مردان شریف و شجاع شهر کوفه و قوم خود شمرده می‌شد و به واسطه حضور در جنگ‌ها و فتوحات بسیار، جایگاه رفیعی به دست آورده بود. در برخی از منابع از قِین پَدر زُهِیر به عنوان یکی از اصحاب محمد، پیامبر اسلام نام برده شده‌است.
زُهِیر در سال ۶۰ هجری هنگامی که با خانواده خود از حج برمی‌گشت با کاروان حسین که راهی کربلا بود برخورد کرده، و در اثر دیدار با حسین از طرفداران او شده و همراهش به کربلا رفت.

## در کربلا
زُهِیر از فرماندهان سپاه حسین بود که او را در روز عاشورا به فرماندهی مِیمَنِه (سمت راست) سپاه خویش گمارد. او چندین بار سپاه دشمن را نصیحت کرده و آنان را از رودررویی با حسین بیم داد. زهیر همراه با سَعید بنِ عَبدالله حَنَفی هنگام نماز ظهر در برابر حسین ایستاد و خود را هدف تیر و نیزه‌ها قرار داد تا حسین به همراه اصحاب، نماز خویش را خواندند.
پس از نماز زُهِیر برای بار دوم عازم میدان جنگ شد و به دست کَثیر بنِ عَبدالله شَعبی و مُهاجِر بن اُوسِ تَمیمی کشته شد. مطابق نوشتار نفس المهموم، زُهِیر در دوباری که به میدان رفت، ۱۲۰ نفر از اموی ها را کشت.

## منبع
1. ↑  تنقیح المقال ج۱، ص۴۵۲–۴۵۳.
2. ↑  سماوی، محمد، إبصارالعین فی أنصار الحسین (ع)، ص۱۶۱.
3. ↑  نفس المهموم، ص 277 قم مکتبة بصیرتی، سال 1405 ق